# 静岡市立清水第七中学校
静岡市立清水第七中学校（しずおかしりつ しみずだいななちゅうがっこう）は、静岡県静岡市清水区にある公立中学校。合併前は「清水市立第七中学校」だったが、2003年4月1日に静岡市との合併に伴い名称変更。

## 沿革
- 1947年 - 有度村立有度中学校として開校。
- 1952年 - 校歌制定
- 1955年 - 清水市立有度中学校に改称（当時の地番：清水市草薙1244番地）。
- 1960年 - 清水市立第七中学校に改称。
- 1986年 - 北館完成
- 1998年 - 南館完成
- 1999年 - プール完成
- 2001年 - 体育館完成
- 2003年 - 静岡市立清水第七中学校に改称。

## 小学校区
- 静岡市立清水有度第二小学校
- 静岡市立清水有度第一小学校（清水区北脇・北脇新田のそれぞれ一部を除く。有東坂の一部、吉川、半左衛門新田、平川地については清水第八中学校への変更可）

## 部活動
- 男子バスケットボール部
全国大会出場

## 著名な出身者
- 柴田恭兵（俳優・歌手）